# Roupinol
Rogério Rios Mosqueira, mais conhecido como Roupinol (Macaé, RJ, 17 de novembro 1977 — Rio de Janeiro, RJ, 23 de março de 2010) foi um criminoso brasileiro considerado o maior traficante de cocaína do Estado do Rio ate a sua morte em 2010, era líder do Amigos dos Amigos (ADA).
Era o chefe do tráfico no conjunto de favelas do São Carlos, no Rio Comprido, na Zona Norte do Rio, chefiava também as favelas de Macaé comandadas pela facção Amigos dos Amigos (ADA), Nova Holanda, Malvinas e Engenho da Praia, ele era, segundo a polícia, considerado o maior fornecedor de drogas do Rio. O traficante morreu durante ação da Coordenadoria de Recursos Especiais (Core), no confronto no morro do São Carlos.
Recebeu apelido de Roupinol por que usava a droga do mesmo nome para controlar a adrenalina.
De acordo com a polícia, o criminoso era aliado de Antônio Francisco Bonfim Lopes, mais conhecido como Nem da Rocinha, favela da Zona Sul do Rio em que teria se escondido após algumas fugas. Roupinol respondia por mais de 28 mandados de prisão. 
Segundo a polícia, ele movimentava mais de R$ 1 milhão das drogas compradas pelos usuários viciados por mês.
Referências: , , , , , .